# حفل توزيع جوائز الأوسكار الثالث والسبعون
أقيم حفل توزيع جوائز الأوسكار الثالث والسبعين  في 25 مارس 2001، في قاعة مزار في كاليفورنيا، الولايات المتحدة الأمريكية. قدم الحفل ستيف مارتن.

## الجوائز
- راسل كرو - أفضل ممثل
- جوليا روبرتس - أفضل ممثلة
- المصارع (فيلم) - أفضل فيلم
- مارسيا غاي هاردن- أفضل ممثلة مساعدة

## روابط خارجية
- حفل توزيع جوائز الأوسكار الثالث والسبعون على موقع IMDb (الإنجليزية)
- حفل توزيع جوائز الأوسكار الثالث والسبعون على موقع ميوزك برينز (الإنجليزية)